# Africa del Sud-Ovest
L'Africa del Sud-Ovest (in inglese South West Africa; in afrikaans Suidwes-Afrika; in tedesco Südwestafrika; in olandese Zuidwest-Afrika) è il predecessore dell'odierna Namibia.

## Storia
Tra il 1919 e il 1990 fu un territorio non sovrano assegnato dapprima all'Impero britannico con amministrazione dell'Unione Sudafricana che già di fatto ne aveva preso possesso fin dal 1915, in regime di mandato della Società delle Nazioni; tale entità, già ricompresa nell'Impero coloniale tedesco con la denominazione di Africa Tedesca del Sud-Ovest, fu ceduta dalla Germania al termine della prima guerra mondiale, insieme agli altri possedimenti tedeschi in Africa, in forza degli accordi stabiliti col trattato di Versailles.
Dal trattato di pace il Paese assunse il nome di Africa del Sud-Ovest o talvolta Africa britannica del Sud-Ovest.
A seguire, nel 1931 l'Unione Sudafricana ottenne lo status di dominion e nel 1961 ottenuta la piena indipendenza dal Regno Unito uscì dal Commonwealth delle nazioni abolendo la monarchia e assumendo contestualmente la denominazione di Repubblica del Sudafrica; nondimeno, l'Africa del Sud-Ovest rimase sotto l'amministrazione del governo sudafricano.
Anche se il mandato delle Nazioni Unite era stato abolito nel 1966, il Sudafrica continuò a mantenere illegalmente il controllo sull'Africa del Sud-Ovest. Il territorio rimase sotto amministrazione sudafricana dal 1915 fino al 1978, quando la conferenza costituzionale di Turnhalle gettò le basi per una gestione semiautonoma. Tra il 1978 e il 1985, il governo sudafricano cominciò a concedere all'Africa del Sud-Ovest una limitata forma di autonomia che culminò nella formazione del governo di transizione dell'unità nazionale della Namibia.
Nel 1990, a conclusione della guerra d'indipendenza, il Paese raggiunse la piena sovranità dal Sudafrica con la proclamazione della Repubblica di Namibia; la città di Walvis Bay e le Isole dei Pinguini rimasero tuttavia sotto il controllo del Sudafrica e furono aggregate alla Namibia solo nel 1994.